# Bembecia syzcjovi
Bembecia syzcjovi is een vlinder uit de familie wespvlinders (Sesiidae), onderfamilie Sesiinae.
Bembecia syzcjovi is voor het eerst wetenschappelijk beschreven door Gorbunov in 1990. De soort komt voor in het Palearctisch gebied.